# Dukszty (jezioro)
Dukszty (lit. Dūkštas) – jezioro polodowcowe na Litwie, w gminie Ignalino.